# Renodes diffidens
Renodes diffidens är en fjärilsart som beskrevs av William Schaus 1901 och som ingår i släktet Renodes. Inga underarter finns listade.